# Hans Henric von Essen (1755–1824)
Hans Henric von Essen född 26 september 1755 på Kavlås slott, död 28 juli 1824 i Uddevalla, var en svensk greve, en av rikets herrar, fältmarskalk, riksståthållare och riksmarskalk; han var också överståthållare i Stockholm.

## Biografi
Hans Henric von Essen var son till friherren Fredric Ulric von Essen och friherrinnan Anna Charlotta Kruuse af Verchou.
År 1768 blev han fanjunkare vid Mörnerska husarerna 1768, regementsadjutant där samma år, kornett vid Västgöta kavalleriregemente 1773, stabslöjtnant där 1775 och transporterades livdragonregementet 1778. Han blev ryttmästare vid Smålands regemente 1778, blev major där, major vid lätta dragonerna 1783, sekreterare vid Kunglig Majestäts Orden 1787, överste i armen samma år, samt sammaår även överstelöjtnant vid lätta dragonerna. 1788 blev han förste hovstallmästare.
Hans Henric von Essen hade under många år ett välkänt långvarigt förhållande med den berömda hovdamen Augusta von Fersen. År 1788 utspelades en uppmärksammad duell vid svenska hovet, då Hans Henric von Essen utmanades av kapten greve Adolf Ludvig Ribbing på duell efter att von Essen fått ja på sitt frieri till Charlotta Eleonora De Geer (1771–1791), medan Ribbing fått nej: orsaken var att Ribbing inte ville acceptera avslag eftersom han ansåg sig ha rätt att tro att De Geer var förälskad i honom, särskilt som Essens frieri till De Geer, som var mycket rik, djupt ogillades inom hovet av sympati för Augusta von Fersen, med vilken von Essen sedan många år hade ett förhållande. Duellen utkämpades i kungliga ridhuset i närvaro av flera officerare och ledde till att Essen blev lindrigt skadad. Duellen gjorde skandal och betraktades som ett majestätsbrott.
von Essen var 1789–1792 överste och chef för Bohusläns dragoner, samt chef för Lätta dragonerna av Livgardet (från 1793 Livhusarregementet) 1792–1797.
Det var Hans Henric von Essen som på maskeradbalen gick arm i arm med Gustav III när denne sköts av Anckarström den 16 mars 1792.
1795 blev han generalmajor, 1795–1797 var han överståthållare i Stockholm, blev en av rikets herrar 1796, generalguvernör i Pommern 1800, generallöjtnant 1805, general 1807 samt statsråd och greve 1809. Under kriget i Pommern 1807 var han högste befälhavare av trupperna där. Essen var även chef för Skånska dragonregementet 1809–1813 och blev fältmarskalk 1811. Han var högste befälhavare under fälttåget mot Norge 1814 och blev efter kriget riksståthållare i Norge 1814–1816. Essen blev riksmarskalk 1816 och var generalbefälhavare i Skåne 1817.
von Essen var gift två gånger. Första hustrun var friherrinnan Charlotta De Geer af Leufsta, dotter till Charles De Geer och Ulrica Elisabeth von Liewen. Genom deras arv blev han ägare till det medeltida Wiks slott i Uppland. Andra hustrun var hans systerdotter, friherrinnan Hedvig Charlotta von Krassow. Ett av barnen i andra äktenskapet var Gustaf Adolf Fredrik Wilhelm von Essen. Ett annat blev far till Wilhelm Henriksson von Essen.
von Essen blev riddare 1790 och riddare med stort kors av Svärdsorden 1807, riddare och kommendör av Kungl. Maj:ts Orden 1794, blev riddare av Röda örns orden.
Hans Henrick von Essen var ägare till Norsholms herrgård och Viks slott.

## Bilder

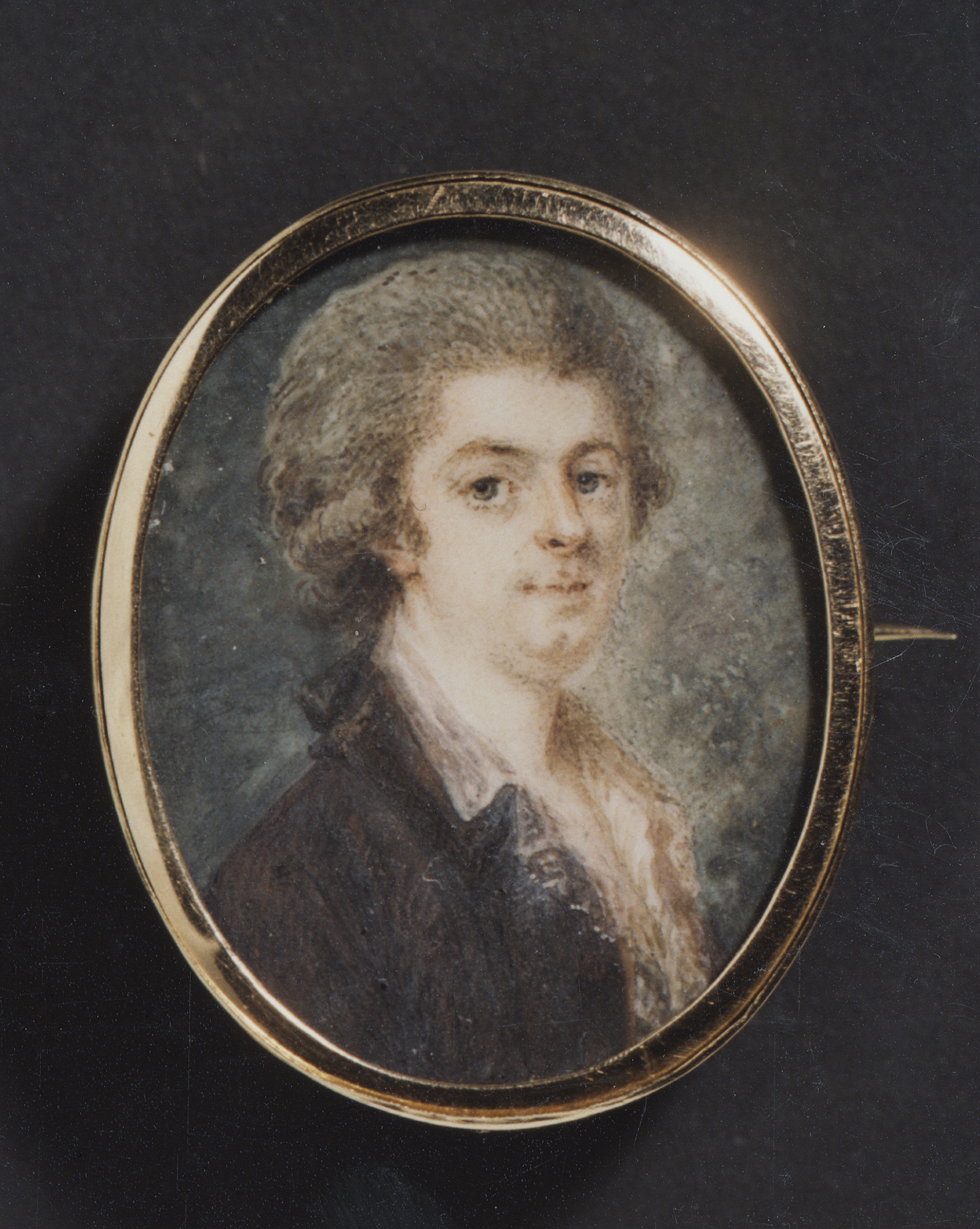
von Essen avporträtterad ca 1790 av Anton Ulrik Berndes.
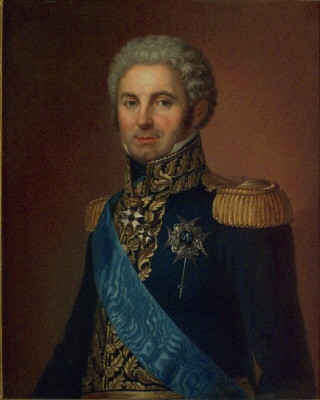
von Essen avporträtterad av Per Krafft den yngre efter 1807.

## Karriär
- kornett 1773
- löjtnant 1776
- hovstallmästare 1777
- överste 1787
- generalmajor 1795
- överståthållare i Stockholm 1795–1797
- generalguvernör i Pommern 1800–1809
- fältmarskalk 1811
- riksståthållare i Norge 1814–1816
- riksmarskalk 1816.